# 波克羅皮夫納
49°35′12″N 25°22′11″E / 49.58667°N 25.36972°E
波克羅皮夫納（烏克蘭語：Покропивна）是位於烏克蘭西部的村莊，由泰爾諾皮爾州泰爾諾皮爾區的科茲利夫市鎮負責管轄。該村處於沃蘇什卡河畔，始建於1544年，面積0.17平方公里，2001年人口601。